# Rue de la Collégiale (Lille)
Pour les articles homonymes, voir Rue de la Collégiale.
La rue de la Collégiale est une rue de Lille, dans le Nord, en France. 

## Situation et accès
Il s'agit de l'une des rues du quartier du Vieux-Lille qui relie la rue de la Monnaie à la rue Saint-André. La rue se situe entre le croisement de la rue de la Monnaie avec les rues d’Angleterre et Alphonse Colas et le croisement de la rue Saint-André avec les rues Négrier et du Pont-Neuf.  La rue longe la place du Concert

## Origine du nom
Son nom rappelle la Collégiale Saint-Pierre dont l’enclos des chanoines était situé  à l’emplacement de la place du Concert en bordure de la rue.

## Historique
La rue est une partie de l’ancienne rue Saint-Pierre, voie la plus anciennement mentionnée de Lille dans la Charte de fondation de la collégiale Saint-Pierre de 1066. Cette rue qui s’étendait d’un cimetière sud mentionné dans cette Charte à l’emplacement de la place Saint-Martin (actuelle place Louise-de-Bettignies) à la porte Saint-Pierre au croisement avec les rues Négrier et du Pont-Neuf. La partie de la rue Saint-Pierre entre la place Saint-Martin et le croisement avec la rue d’Angleterre fut renommée rue de la Monnaie au début du XIXe siècle en raison de la présence d’un atelier de frappe monétaire, la partie entre la rue d’Angleterre et le croisement avec les rues du Pont-Neuf  et Négrier conservant le nom de rue Saint-Pierre. Ce tronçon fut renommé rue de la Collégiale en 1932.